# Michalina Janoszanka

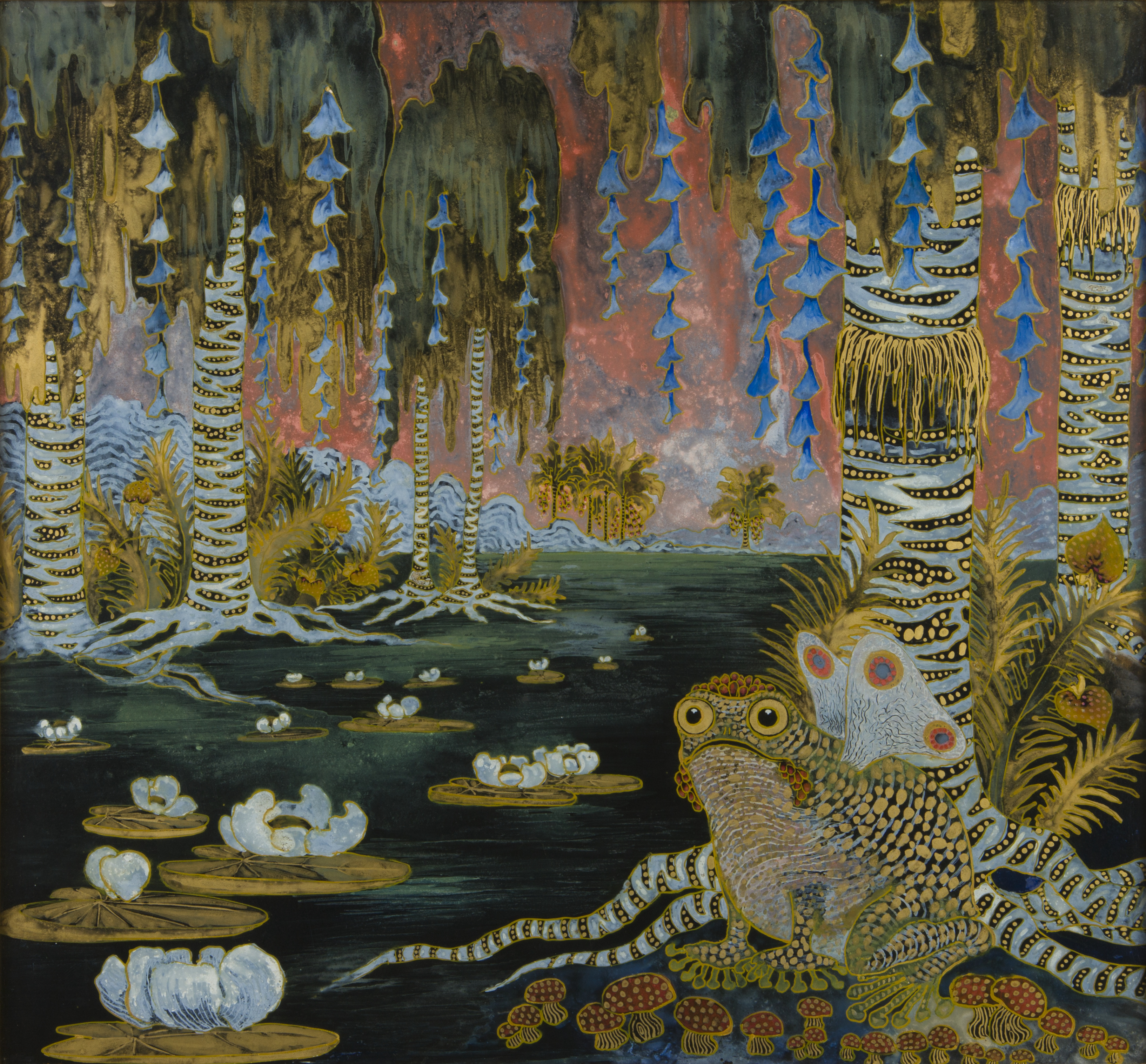
Wiosna, tempera na szkle, lata 20. XX w.

Michalina Kamila Maria Janoszanka (ur. 29 września 1889 w Rzeszowie, zm. 12 czerwca 1952 w Krakowie) – polska malarka, pisarka, działaczka oświatowa i społeczna.

## Życiorys
Urodziła się 29 września 1889 w Rzeszowie. W młodości dorastała w otoczeniu Jacka Malczewskiego, gdyż była bliską koleżanką jego córki i często bywała w domu Malczewskich. Ukończyła kursy rysunku i malarstwa na Wyższych Kursach dla Kobiet u Józefa Siedleckiego, potem także u Leona Wyczółkowskiego, Jacka Malczewskiego, Jana Stanisławskiego i Leonarda Stroynowskiego, a następnie dwa lata studiowała w Akademii Sztuk Pięknych w Wiedniu. Autorka obrazów z ołtarzy krakowskich kościołów (m.in. w kościele św. Anny), portretów, obrazów na szkle oraz zbiorów nowel (m.in. Nowele franciszkańskie) i esejów.
Z Jackiem Malczewskim przyjaźniła się przez wiele lat i była jego muzą oraz modelką w licznych obrazach, a później także autorką poświęconej mu książki Wielki Tercjarz. Należała m.in. do Związku Strzeleckiego, Związku Młodzieży Przemysłowej i Rękodzielniczej, Towarzystwa Pań Miłosierdzia św. Wincentego á Paulo, Sodalicji Mariańskiej.
Zmarła 12 lipca 1952 r. w Krakowie.